# Smaženice
Smaženice (míchanice) je typické české nebo slovenské jídlo, jehož základem jsou smažené houby a vejce.

## Příprava
Houby, nejlépe více druhů, se pokrájí na menší kousky a přidají k cibulce osmažené na tuku do sklovata. K nim se přidá kmín a pokud je to třeba, i trocha vody. Houby se podusí doměkka a nakonec se k nim přidá rozšlehané vejce se solí. Míchá se dokud nezhoustne. Smaženice se podává ještě horká s chlebem.